# Nudîje, Liuboml
Nudîje (în ucraineană Нуди́же) este localitatea de reședință a comunei Nudîje din raionul Liuboml, regiunea Volînia, Ucraina.

## Demografie
Componența lingvistică a localității Nudîje
     Ucraineană (100%)
Conform recensământului din 2001, toată populația localității Nudîje era vorbitoare de ucraineană (100%).